# Encyclopédie soviétique biélorusse
L'Encyclopédie soviétique biélorusse (en biélorusse Беларуская савецкая энцыклапедыя), est la première encyclopédie universelle en biélorusse en 12 volumes imprimée à Minsk de 1969 à 1975. Le comité de rédaction en chef a été créé en 1967 .
Plus de cinq mille auteurs ont écrit pour l'encyclopédie, dont 125 universitaires et membres de l'Académie des sciences de la BSSR ou de l' Académie des sciences de l'URSS et de ses branches. Plus de 85 % des auteurs ont vécu et travaillé en RSS de Biélorussie.
Les onze premiers volumes contiennent des articles encyclopédiques ; le douzième est consacré à la BSSR. Le nombre total d'articles de l'encyclopédie s'élève à 34 409, dont environ 40 % sont consacrés à des sujets bélarussiens. Environ six mille articles sont consacrés à l'histoire, environ dix mille aux sciences naturelles, environ 6 700 à la géographie, environ 6 800 à la culture et environ sept mille aux biographies.
Les douze volumes contiennent 112 encarts en couleur (1554 illustrations et 172 cartes), 215 encarts en noir et blanc (3002 illustrations), et environ 8 000 illustrations et 500 cartes incluses dans le texte.

## Contenu des volumes
| Volume       | Articles                                      | Année de publication | Nombre de pages |
| ------------ | --------------------------------------------- | -------------------- | --------------- |
| 1            | А — Афіна                                     | 1969                 | 624             |
| 2            | Афіны — Ведрыч                                | 1970                 | 640             |
| 3            | Веды — Графік                                 | 1971                 | 608             |
| 4            | Графіка — Зуйка                               | 1971                 | 607             |
| 5            | Зуйкі — Кішы                                  | 1972                 | 616             |
| 6            | Кішынёў — Манцэвічы                           | 1972                 | 624             |
| 7            | Манцякі — Паддубічы                           | 1973                 | 607             |
| 8            | Паддубнікі — Рабкі                            | 1975                 | 675             |
| 9            | Рабкор — Сочы                                 | 1973                 | 640             |
| 10           | Сошна — Фут                                   | 1974                 | 656             |
| 11           | Футбол — Яя; Дадаткі                          | 1974                 | 656             |
| 12           | Беларуская Савецкая Сацыялістычная Рэспубліка | 1975                 | 735             |
| Non numéroté | Прадметны паказальнік                         | 1976                 | 538             |